# Фајв Појнтс (Флорида)
Фајв Појнтс (енгл. Five Points) насељено је место без административног статуса у америчкој савезној држави Флорида.

## Демографија
По попису из 2010. године број становника је 1.265, што је 97 (-7,1%) становника мање него 2000. године.
| Група             | 2000.         | 2010.       |
| Белци             | 1.109 (81,4%) | 931 (73,6%) |
| Афроамериканци    | 214 (15,7%)   | 258 (20,4%) |
| Азијати           | 3 (0,2%)      | 0 (0,0%)    |
| Хиспаноамериканци | 26 (1,9%)     | 46 (3,6%)   |
| Укупно            | 1.362         | 1.265       |